# ド・ブランジュ空間
数学において、ド・ブランジュ空間 (ドブランジュくうかん 英: de Branges space) とは、関数解析学上の概念であり、ド・ブランジュ関数を用いて構築される。
この概念の名前は、この空間に関する多くの定理、特にヒルベルト空間としての性質について証明し、それらを用いてビーベルバッハ予想を証明したルイ・ド・ブランジュにちなむ。

## ド・ブランジュ関数
ド・ブランジュ関数 (de Branges function) とは、{\displaystyle \mathbb {C} } から {\displaystyle \mathbb {C} } への整関数 E のうち、複素平面の上半平面に属する全ての z について不等式 {\displaystyle |E(z)|>|E({\bar {z}})|} が満たされるものをいう。

## 定義1
あるド・ブランジュ関数 E に対して、ド・ブランジュ空間 B(E) は次を満たす整関数全体と定義される。
{\displaystyle F/E,F^{\#}/E\in H_{2}(\mathbb {C} ^{+})}
ここで、
- {\displaystyle \mathbb {C} ^{+}=\{z\in \mathbb {C} |{\rm {Im(z)}}>0\}} は複素平面の上半平面、
- {\displaystyle F^{\#}(z)={\overline {F({\bar {z}})}}}、
- {\displaystyle H_{2}(\mathbb {C} ^{+})} は上開半平面上の通常のハーディ空間である。

## 定義2
ド・ブランジュ空間は、次の条件を満す整関数 F 全体として定義することもできる。
- {\displaystyle \int _{\mathbb {R} }|(F/E)(\lambda )|^{2}\mathrm {d} \lambda <\infty }
- {\displaystyle |(F/E)(z)|,|(F^{\#}/E)(z)|\leq C_{F}(\operatorname {Im} (z))^{(-1/2)},\forall z\in \mathbb {C} ^{+}}

## ヒルベルト空間として
あるド・ブランジュ空間 B(E) に対し、次の様にスカラー積を定義する。
{\displaystyle [F,G]={\frac {1}{\pi }}\int _{\mathbb {R} }{\overline {F(\lambda )}}G(\lambda ){\frac {\mathrm {d} \lambda }{|E(\lambda )|^{2}}}}
このような積を持つド・ブランジュ空間はヒルベルト空間であることを証明できる。